# ヤーウザ川
ヤーウザ川(ヤーウザがわ、またはヤウザ川。ロシア語: Я́уза、река Я́уза)はモスクワ州とモスクワを流れる小河川であり、 モスクワ川の支流(左支川)である。
全長48 km。内モスクワ市内部分は27.6 kmである。流域面積452km² はモスクワ川の支川中最大である。河口での平均流量は6m³/ s 。 モスクワ州ザゴリャンスキーおよびロシニー・オストロフ国立公園に発し、ムィティシを経由してモスクワ中心部へ流れる。
ヤーウザ川の河口はモスクワの中心、ボリショイ・ウスチンスキー橋にある。

ヤーウザ川は全部で18の支川(支流)を持ち、内12が右支川、6が左支川である。 
水名(河川名の語源)は判然としないが、ヤーウザ川は1156年の年代記にАузаと記載されている 。トポロフは川の名前を「燕麦の茎、芒、藁」の意味を持つラトビア語 Auzesやラトビア語の普通名詞 auzajs、auzaineなど のバルト語と対比している。
河川名は*vǫz- （ узел「結び目」、 вязать「縛る、編む」)さらに転じて接頭辞 ja- 、つまり「接続する川」 に由来するのかも知れない。

## 川沿いの景観

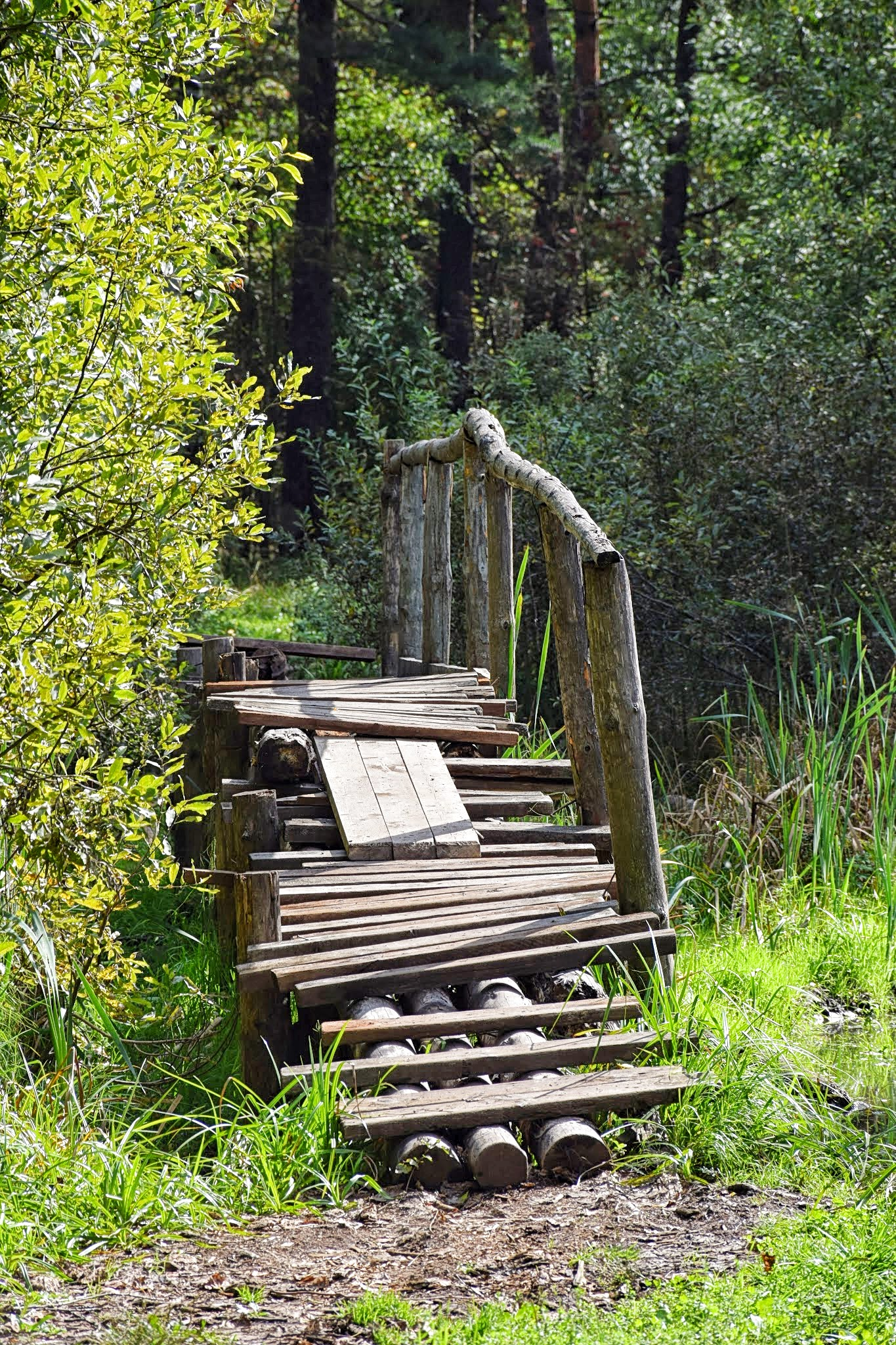
ヤーウザ川の水源 北緯55度54分05.8秒 東経37度54分46.9秒 / 北緯55.901611度 東経37.913028度
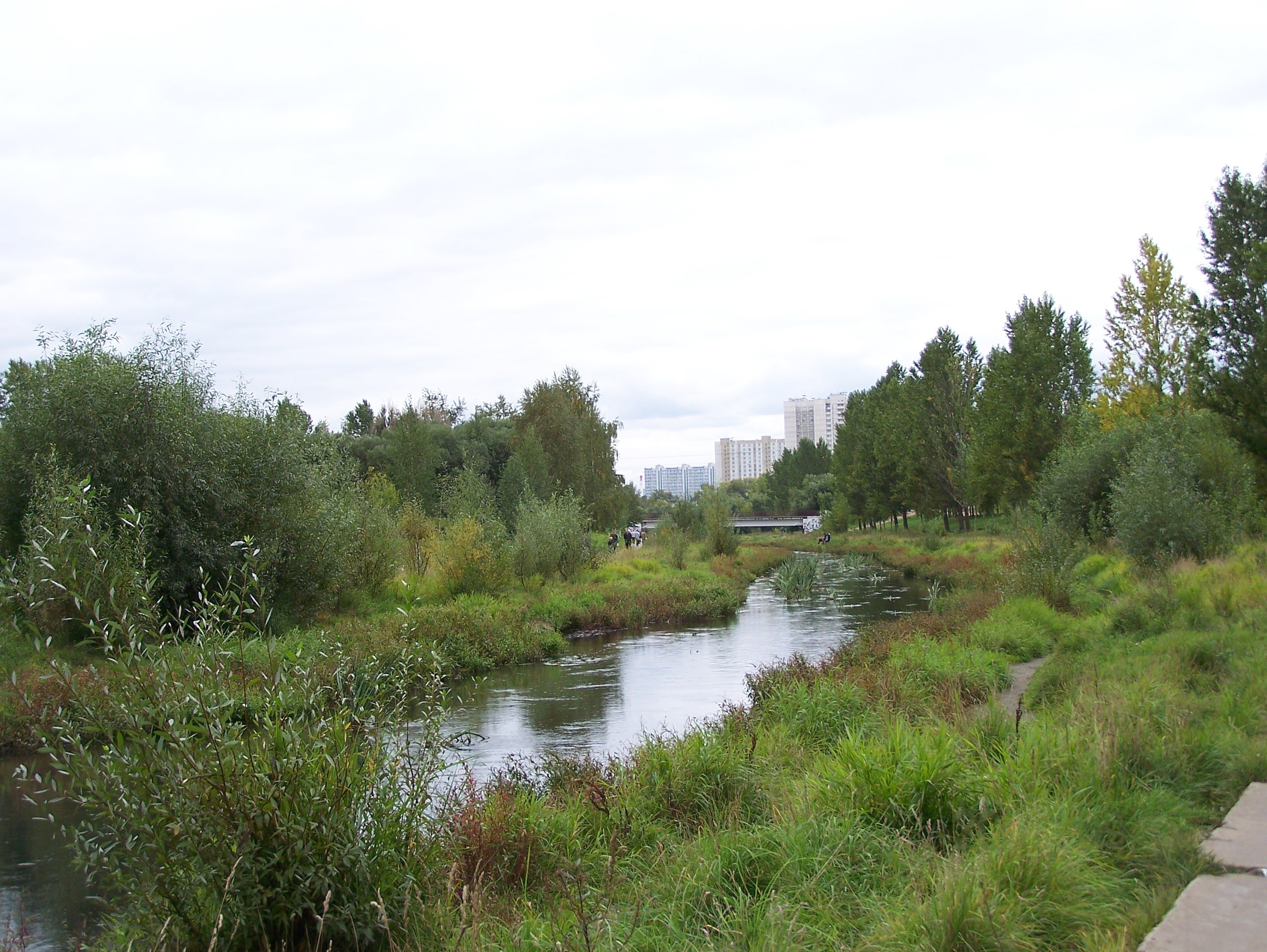
第1メドヴェトコフスキー橋からの眺め
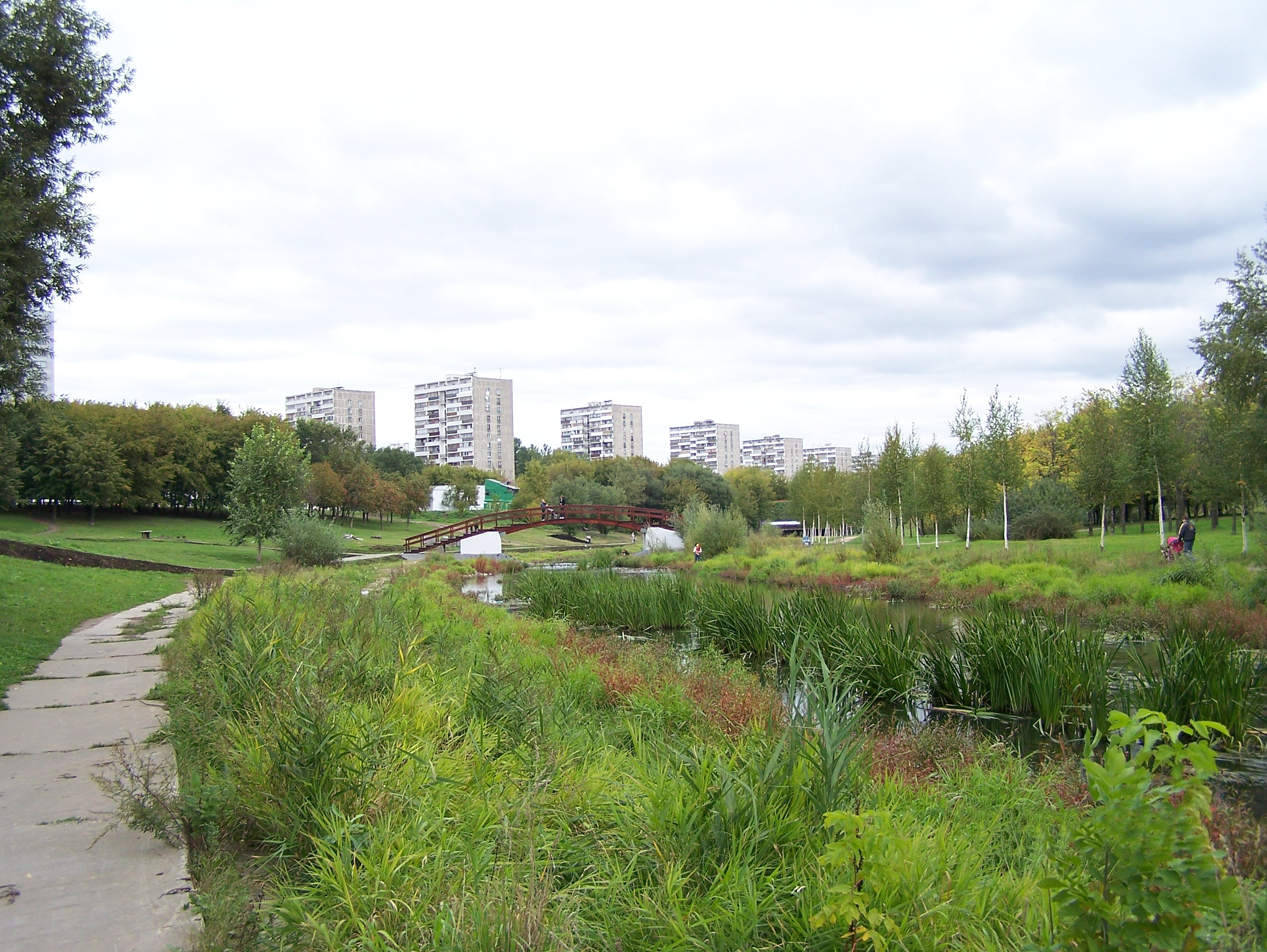
遊歩道。スホンスコーイ通り付近
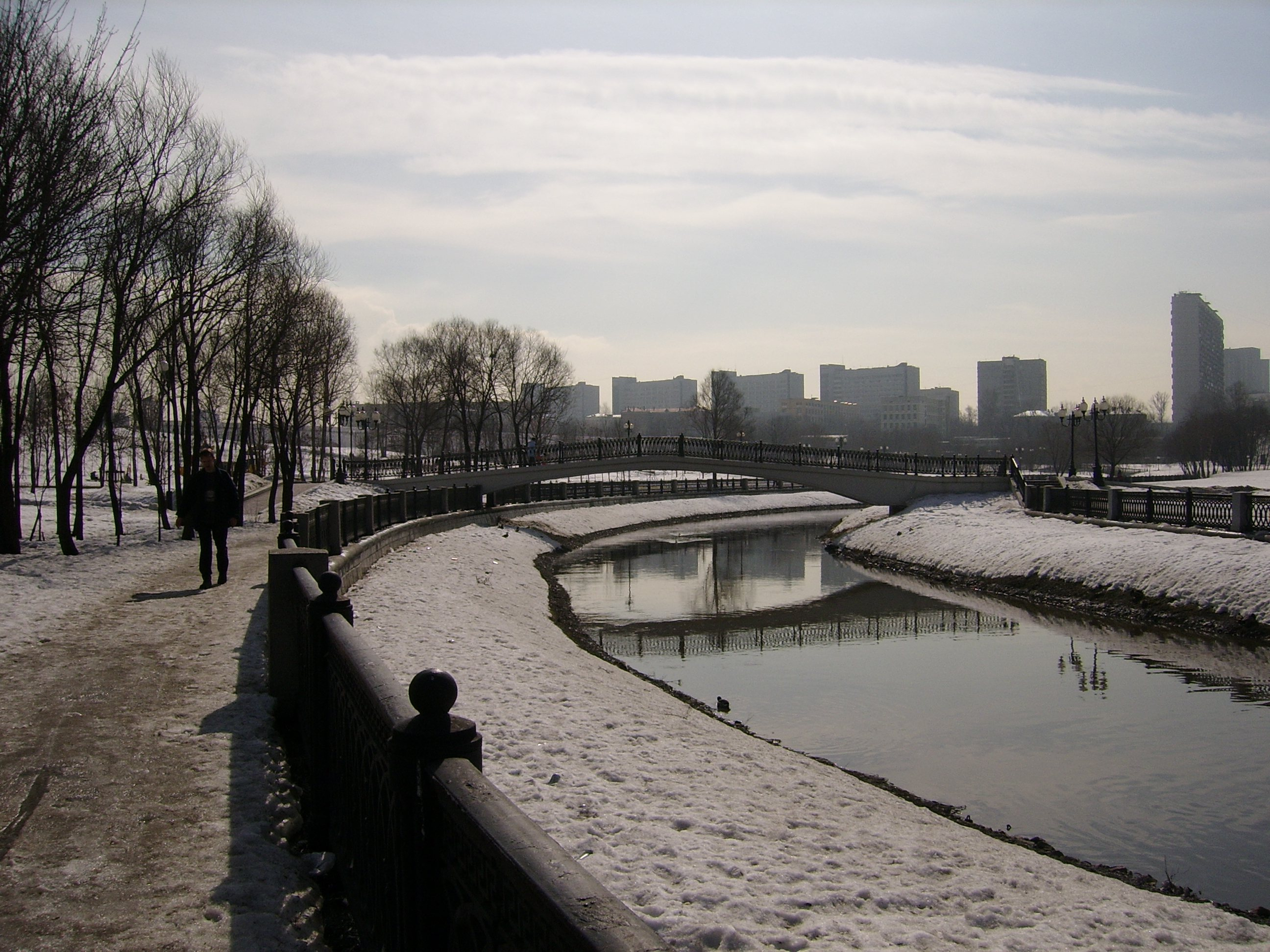
遊歩道。ロストキンスキー水道橋付近
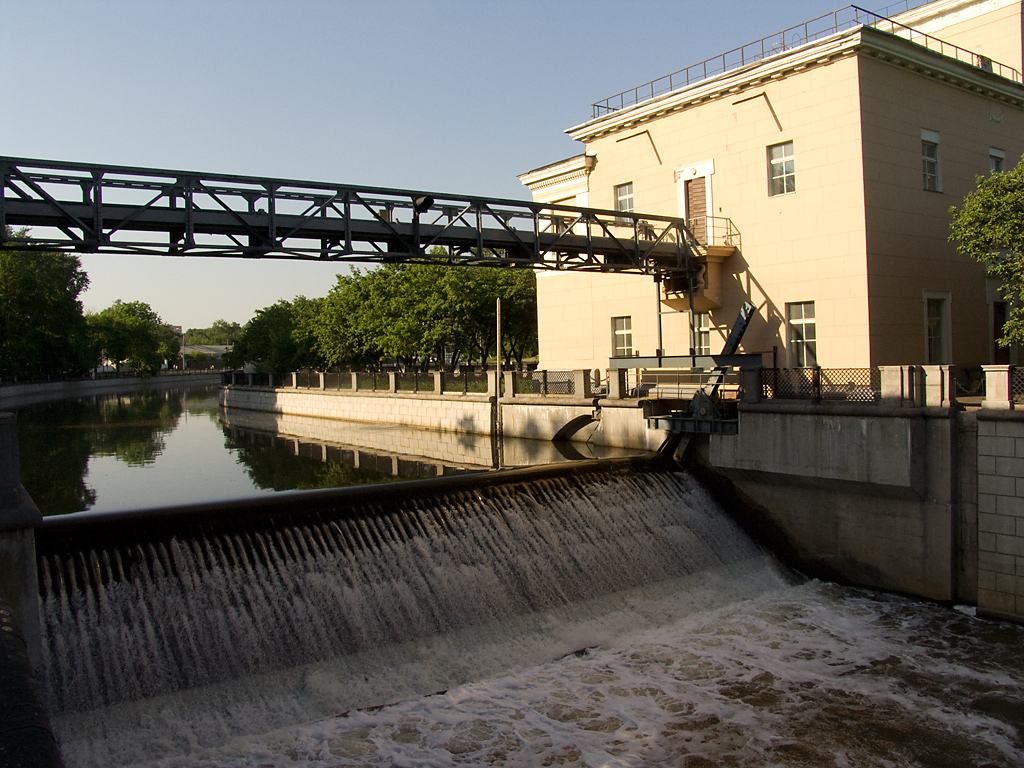
シロミャトニチェスキー取水施設
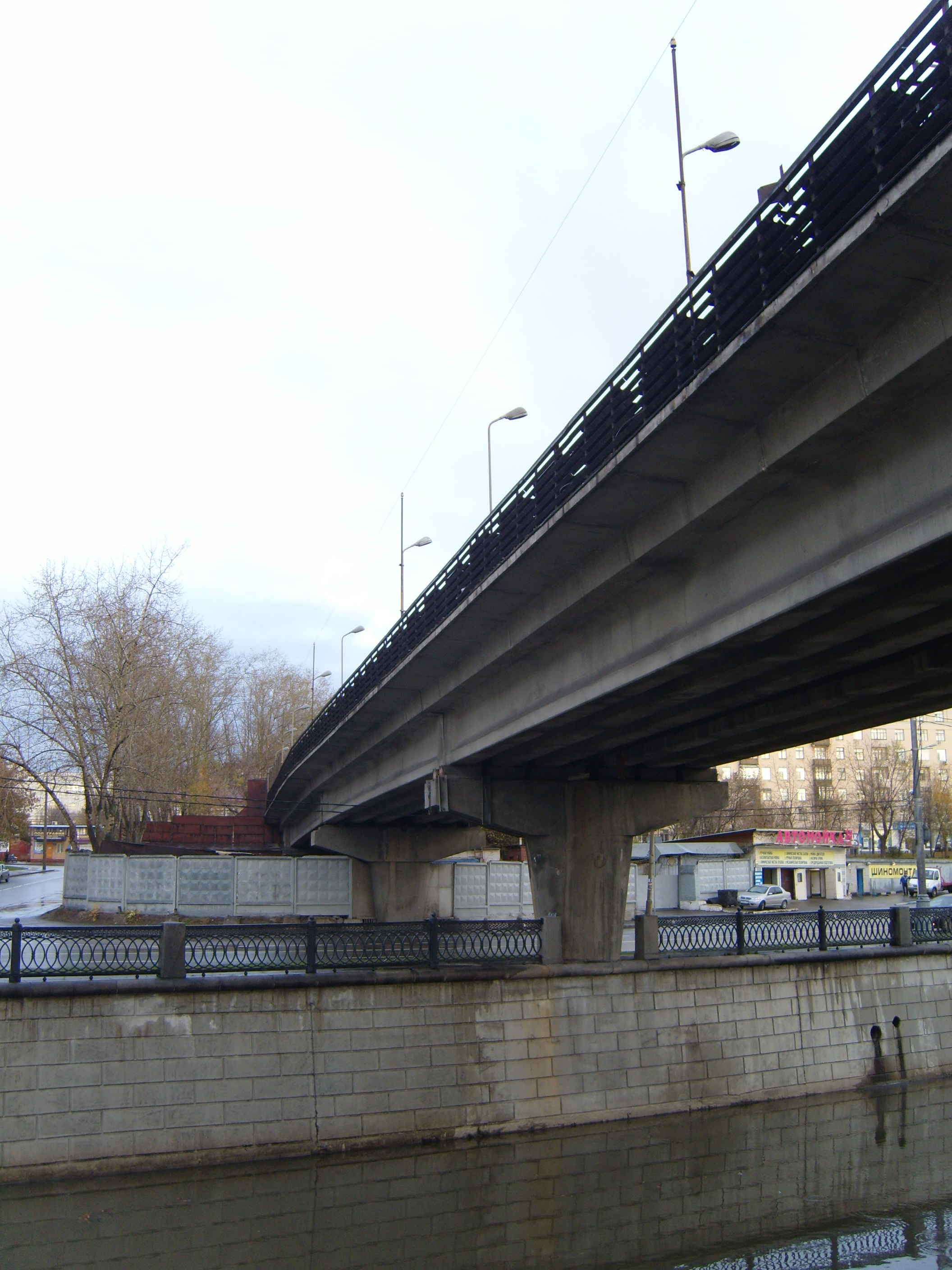
プレオブラジェンスキー地下鉄橋
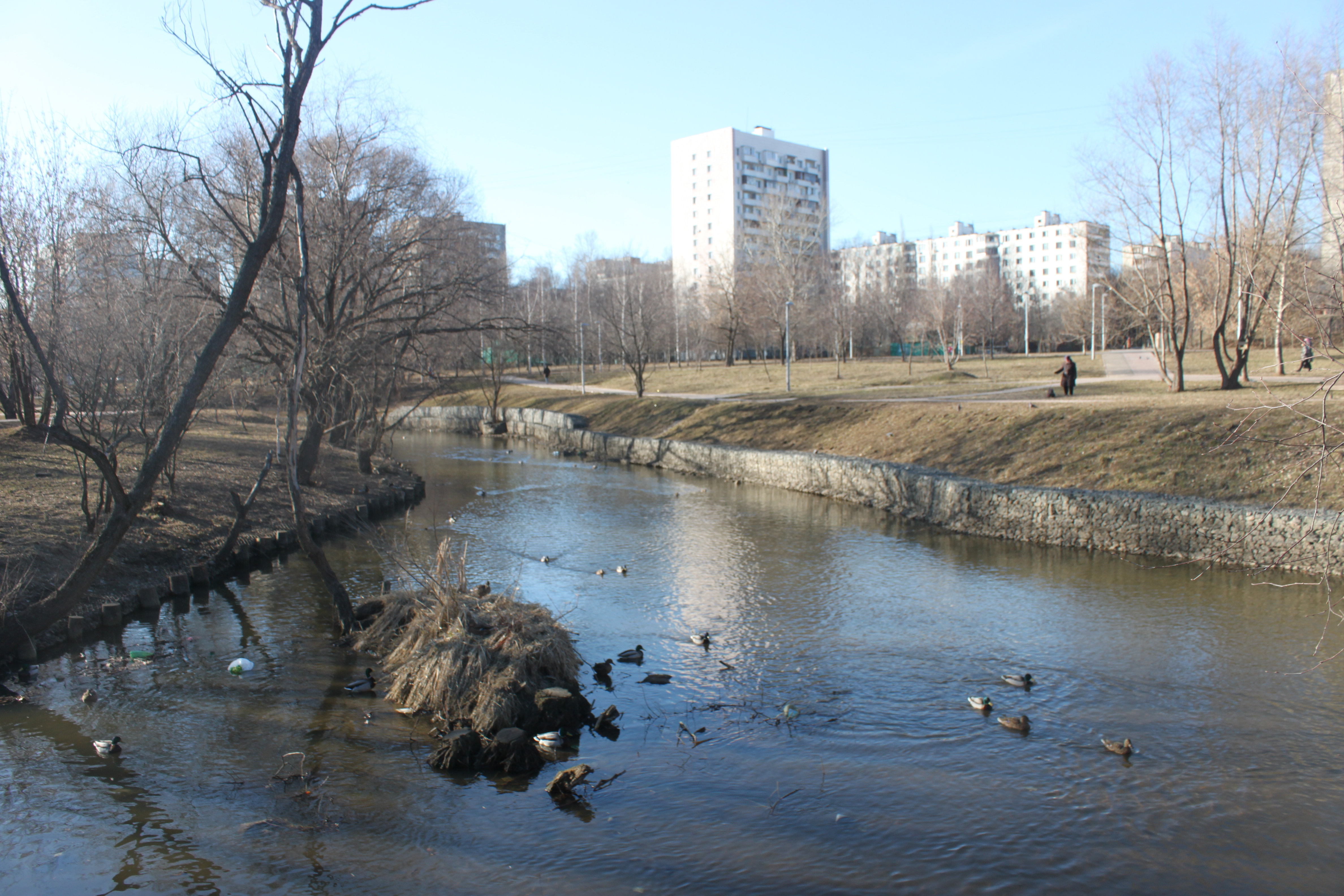
シェヴェールノエ・メドヴェートコヴォ地区を流れるヤーウザ川
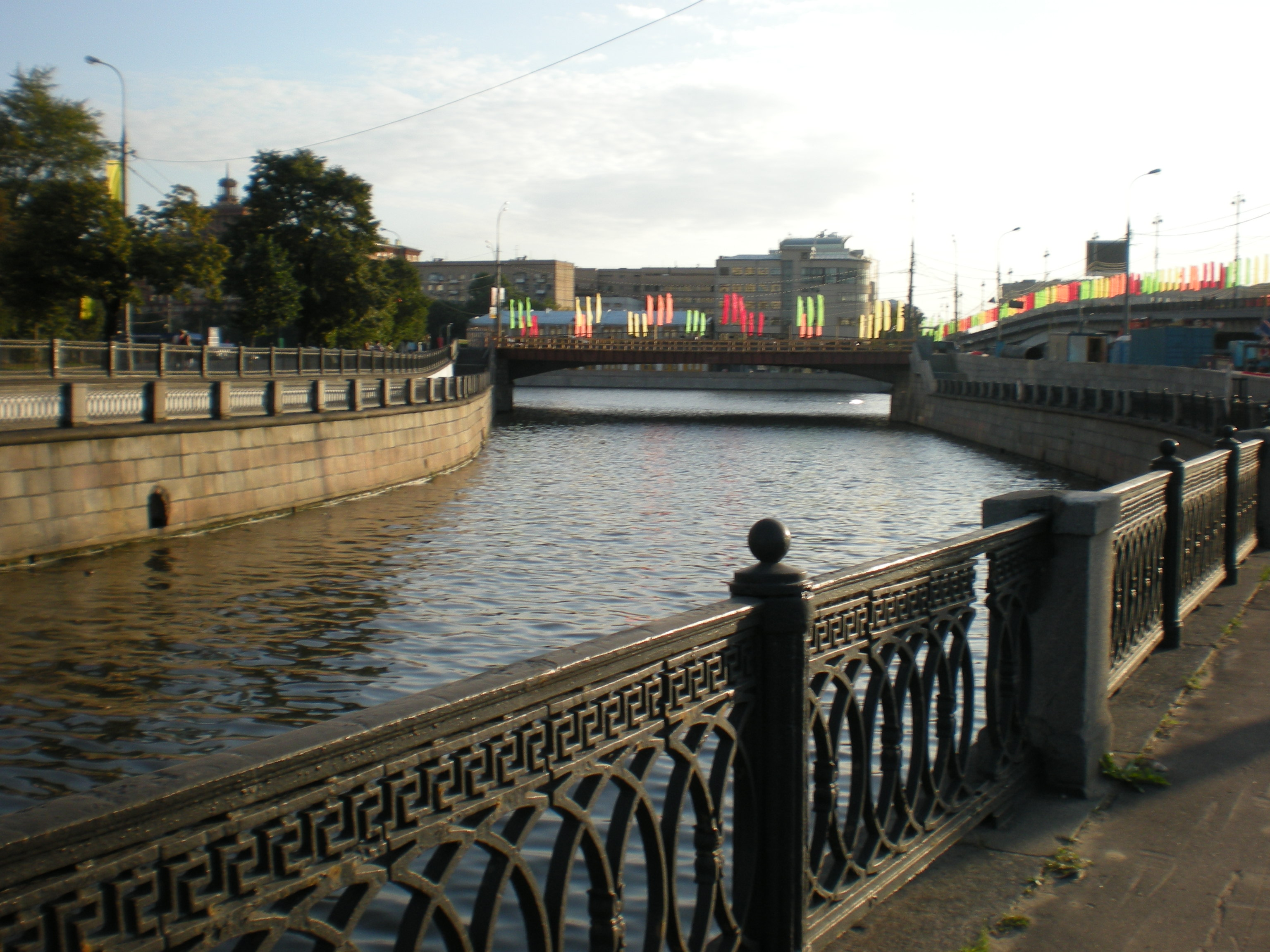
河口。奥がモスクワ川。向かって右側の大きな橋がボリショイ・ウスチンスキー橋